# Mistrovství České republiky v soutěžním lezení 2016
Mistrovství ČR v soutěžním lezení 2016 se uskutečnilo ve třech termínech, městech a disciplínách. MČR v lezení na obtížnost 22.-23. října v Praze (OC Metropole Zličín), MČR v boulderingu 23.-24. září ve Slaném (Masarykovo náměstí) a MČR v lezení na rychlost 17. prosince v Brně (stěna Duro). Mimo rychlost byly závody součástí Českého poháru v soutěžním lezení 2016.

## Průběh závodů

### Veteráni
V Praze na Smíchově proběhlo nejdříve MČR veteránů (mužů a žen) v lezení na obtížnost 9. dubna na lezecké stěně Smíchoff, v kategoriích Masters (35-49 let) a Legends (od 50 let).

### Bouldering
Ve Slaném na náměstí se konalo Rock Point MČR v boulderingu již po několikáté, v tomto roce zde vyrostlo dosud největší pódium pro tyto závody v ČR, široké 42,5 m se závodními profily o šířce třicet metrů. Každé kolo mělo jiný závodní systém. V kvalifikaci lezly ženy i dvě skupiny mužů na osmi bouldrech stylem flash jeden a půl hodiny. V semifinále lezly ženy i muži na čtyřech bouldrech, na které měl každý závodník pět minut a pět minut přestávku před dalším.
Ve finále lezli muži i ženy na obou stranách pódia současně po prohlídce čtyř bouldrů, postupně přelezli všichni jeden bouldr a až poté se všichni přesunuli na další, tedy měli delší čas na odpočinek, časový limit na jeden bouldr byl čtyři minuty, pokud ale závodník nastoupil v limitu, mohl jej dolézt. Naopak pokud muž i žena přelezli svůj bouldr dříve, nastoupila na bouldr další dvojice. Hodnotil se nejmenší počet pokusů na topy a nejmenší počet pokusů na zóny, při shodném výsledku pořadí z předchozího kola. Postupovalo 22 (dvě ze Slovenska) a 6 žen, 20 a 6 mužů. Organizátoři se připravují na organizaci ME juniorů a světový pohár v následujících letech, čemuž odpovídaly nejen rozměry závodní scény. Cesty postavili Jan Zbranek, Jan Šolc a Štěpán Korčák, hlavní rozhodčí Miroslav Doseděl, delegát ČHS Tomáš Binter st.

### Obtížnost
F time Mistrovství České republiky v lezení na obtížnost se uskutečnilo poprvé v pražském obchodním centru Zličín, na cca 12 m vysoké lezecké stěně postavené pro závod v hale OC. Moderoval jej místopředseda ČHS Petr Resch, hlavním rozhodčím byl předseda komise soutěžního lezení Tomáš Binter, stavěči cest i tentokrát Jan Zbranek a Jan Šolc. Veronika Šimková se zde stala dvojnásobnou mistryní ČR roku 2016. Díky shodnému pořadí bylo o jednoho semifinalistu a o jednu finalistku více.

### Rychlost
V lezení na rychlost se počítal jeden nejlepší z maximálně pěti měřených pokusů. Závodů se účastnili také dva polští lezci.

## Výsledky finále MČR
| obtížnost         | obtížnost              | rychlost           | rychlost              | bouldering        | bouldering           |
| ----------------- | ---------------------- | ------------------ | --------------------- | ----------------- | -------------------- |
| muži              | ženy                   | muži               | ženy                  | muži              | ženy                 |
| 1. Jakub Konečný  | 1. Veronika Šimková    | 1. Petr Burian     | 1. Sára Urbanová      | 1. Martin Stráník | 1. Veronika Šimková  |
| 2. Jakub Hlaváček | 2. Iva Vejmolová       | 2. Matěj Burian    | 2. Andrea Pokorná     | 2. Roman Kučera   | 2. Nelly Kudrová     |
| 3. Martin Jech    | 3. Lenka Slezáková     | 3. Tomasz Sordyl   | 3. Aneta Loužecká     | 3. Jan Chvála     | 3. Eliška Vlčková    |
|                   |                        |                    |                       |                   |                      |
| 4. Štěpán Volf    | 4. Gabriela Vrablíková | 4. Pavel Krůtil    | 4. Jana Ondřejová     | 4. Štěpán Stráník | 4. Dominika Dupalová |
| 5. Tomáš Binter   | 5. Tereza Svobodová    | 5. Mateus Zoivemba | 5. Kateřina Spáčilová | 5. Jakub Hlaváček | 5. Daniela Kotrbová  |
| 6. Jan Zíma       | 6. Daniela Kotrbová    | 6. Adam Smiga      | —                     | 6. Oldřich Klapal | 6. Klára Halmo       |
| 7. Petr Kliger    | 7. Andrea Pokorná      | 7. David Sejkora   | —                     | —                 | —                    |
| 8. Aleš Maršík    | 8. Jana Ondřejová      | 8. Jan Augustin    | —                     | —                 | —                    |
| —                 | 9. Veronika Scheuerová | —                  | —                     | —                 | —                    |
| 8 finalistů       | 9 finalistek           | bez finále         | bez finále            | 6 finalistů       | 6 finalistek         |
| 27 semifinalistů  | 22 bez semifinále      | bez semifinále     | bez semifinále        | 22 semifinalistů  | 20 semifinalistek    |
| 36 mužů           | 22 žen                 | 11 mužů            | 5 žen                 | 52 mužů           | 26 žen               |

### Veteráni
| kategorie | zlato                   | stříbro            | bronz               | celkem |
| --------- | ----------------------- | ------------------ | ------------------- | ------ |
| masters   | Andrej Chrastina (1973) | Peter Cáder (1971) | Jan Čeřovský (1975) | 4      |
| legends   | Jiří Sedláček (1963)    | —                  | —                   | 1      |

| kategorie | zlato                    | stříbro | bronz | celkem |
| --------- | ------------------------ | ------- | ----- | ------ |
| masters   | —                        | —       | —     | 0      |
| legends   | Hana Zachariášová (1959) | —       | —     | 1      |